# Mina Orfanou
Mina Orfanou (griechisch Μίνα Ορφανού, * 3. Mai 1982 in Rhodos) ist eine transsexuelle griechische Schauspielerin und Malerin.
Sie wuchs auf der Insel Kalymnos auf. Einem breiteren Publikum wurde sie bekannt durch den 2009 auf der Berlinale vorgestellten Film Strella (von Panos H. Koutras). Hierfür erhielt sie 2010 mit dem Hellenic Film Academy Award den wichtigsten griechischen Filmpreis als beste Darstellerin zugesprochen.
Sie wirkte bei dem 2012 gedrehten Musikvideo zum Song „Pio erotas pethaineis“ von Eleni Foureira mit. Im Sommer 2013 spielte sie mit Andrea Lambrou ein melancholisches Elektropop-Lied mit dem Titel Opera ein.

## Film und Fernsehen
- 2009: Strella, als Leonidas/Strella
- 2012: Oi Vasiliades (Telenovela), als  Liza Vasilia in Ep. 2.18
- 2014–heute: Celebrity Game Night (Prominenten-Spieleshow), als sie selbst
- 2016: Oikogeneia soi mple (Komödie)